# 604468 Olenici
604468 Olenici este o planetă minoră (asteroid) din centura de asteroizi. A fost descoperită pe 19 august 2015 la  de . 
Obiectul prezintă o orbită caracterizată de o semiaxă mare de 3,0580284631258 UAi, o excentricitate de 0,1343390633317, o înclinație de 6,1078317557749 ° în raport cu ecliptica.